# 潘家戴庄惨案遗址
潘家戴庄惨案遗址，位于中国河北省唐山市潘家戴庄，为唐山市滦南县的一个省级文物保护单位，类型为近现代文物，公布时间为1993年7月15日。
潘家戴庄惨案遗址的历史年代为1942年。